# Juanita M. Kreps
Juanita M. Kreps, née Clara Juanita Morris le 11 janvier 1921 à Lynch, dans le Kentucky (États-Unis), et morte le 5 juillet 2010 à Durham, en Caroline du Nord (États-Unis), est une femme politique démocrate américaine. Elle est secrétaire au Commerce entre 1977 et 1979 dans l'administration du président Jimmy Carter, la première femme à accéder à ce poste et la quatrième à faire partie du cabinet présidentiel.